# 安波訓練場
安波訓練場（あはくんれんじょう、英語: Aha Training Area）は、かつて沖縄本島北部の国頭村安波にあった米軍の訓練施設 (FAC6102)。本来は軍用地ではなかったが、沖縄返還協定「了解覚書」で米軍基地として記載され、1998年まで継続使用された。安波川上流の北部訓練場に囲まれた安波訓練場と普久川下流の安波訓練水域は、SACO最終報告に従い、新たな土地及び水域の追加提供を条件として返還された。安波ダム

## 概要
所在地: 国頭村（字安波） 
- 面積: 479.7ha (SACO最終報告では約480ha）

米軍の北部訓練場とやんばる国立公園。

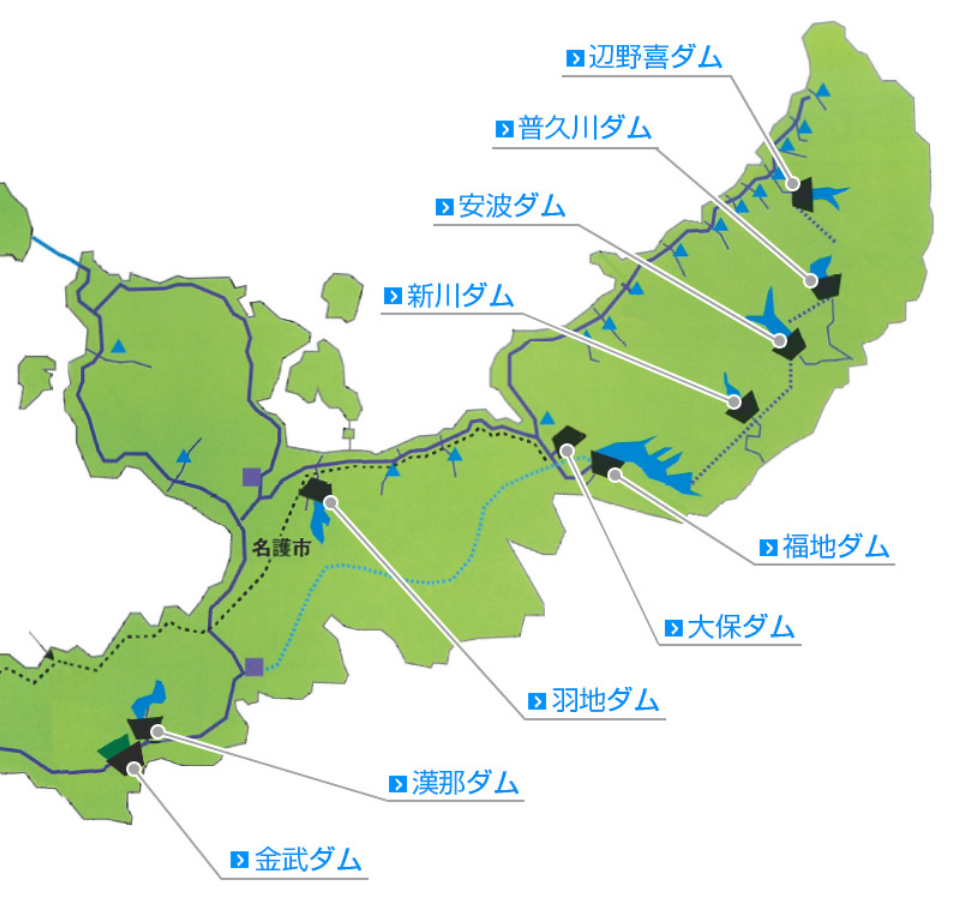
安波ダムと安波訓練場。沖縄島北部は「沖縄の水がめ」とよばれ、特に北部5ダムは整水路で連結して運用されているが、その水源かん養林は米軍の北部訓練場のなかにある。

  - 国有地: 31.0ha 6.5%
  - 村有地: 448.7ha 93.5%
  - 訓練水域: 7895ha

## 歴史
- 1963年11月2日: 米軍による一時使用が開始される。
- 1971年: 非軍用地であるにもかかわらず、沖縄返還協定了承覚書A表で継続使用の米軍基地として登録される[2]。新聞報道で初めて地元に知らされ、国会でも大きく問題化される。
- 1972年5月14日: 沖縄返還に際し海岸側の集落地付近（約210.6ha）を返還。地位協定第2条第4項(b) として提供開始。
- 1974年1月30日: 第15回日米安全保障協議委員会において、北部ダム用地部分の返還と地位協定第 2 条第4項(b)の使用を合意。

- 1975年6月24日：普天間飛行場所属CH-46ヘリが飛行訓練中、安波ダム建設工事現場の工事資材運搬用ロープに接触し墜落炎上。
- 1980年12月19日：普天間飛行場所属CH-46ヘリが訓練中、木材搬出用ワイヤーに接触し安波ダム貯水予定域に墜落[3]。乗員3名中 死亡1名 負傷2名。

- 1983年3月31日: 安波ダム（湛水面積0.83k㎡）が国頭村安波に完成。
- 1987年11月26日: 北部ダム工事のため約9.6haを返還。うち約0.4haを地位協定第2条第4項(b)として追加提供
- 1996年12月2日: SACO最終報告において、1997年度末を目途に「安波訓練場」の陸域（約480ha）及び水域（約7,859ha）の返還を合意。条件として「北部訓練場」から海への土地及び水域の提供が決められた。
- 1998年12月22日: 全部返還[4]。
- 2017年12月、沖縄防衛局の原状回復のための調査報告によると、米軍が代替施設を求めた返還地の旧ヘリパット7施設は実はその多くが遊休化し実際には使用されておらず、草木や樹木などで覆われていたことが確認されている。

## 沖縄返還協定「了解覚書」問題
1971年6月に日米間で合意された「沖縄返還協定了解覚書」は、沖縄県や地元の自治体を素通りして取り決められたため、その内容は米軍の主張をそのまま反映した内容になっており、特に問題となったのは、本来の軍用地ではないことが明確であるにもかかわらず、継続的米軍基地 (A表) として登録された地所が7カ所 (安波訓練場、川田訓練場、瀬高訓練場、久志訓練場、屋嘉訓練場、浮島訓練場、前島訓練場) 含まれていたということだった。そのために沖縄返還として「核抜き本土並み」をうたいながらも、基地ではない土地を、日本が新基地として米軍に提供することになる状況が7事案浮上した。さらに上記7カ所において、A表で地位協定第2条4 (b)の使用と表記されたため、自衛隊訓練場の先取りではないかとの不安をも生じさせた。
この「了解覚書」問題では、日米合意を修正することなく解消するため、川田訓練場など他の7カ所が早期に「返還」されたにもかかわらず、北部訓練場に囲まれ、また膨大な訓練水域を含む安波訓練場は、1997年に条件付きで返還されるまで、日本政府から米軍に提供され、基地として使用され続けた。

## SACO 最終報告の安波訓練場
1996年沖縄に関する特別行動委員会によるSACO最終報告で、北部訓練場に囲まれた安波訓練場（約480ha）とその普久川ダム下流の安波訓練水域（約7,895ha）は返還対象として合意されたが、その「返還」合意の条件となったのが、北部訓練場に隣接する新たな約38haの海岸と水域121haの提供であった。年間25日しか使用できない規定がある安波訓練場より、高江周辺に新規建設されたオスプレイ対応の新規ヘリパットと、上陸訓練機能を可能にさせる宇喜川河口区域を新たに提供することにより、日本政府が語る「負担軽減」はおろか、さらに刷新強化された北部訓練場を創出することになった。

## 跡地利用
- 2001年8月:「北部訓練場・安波訓練場跡地利用計画」を策定。 やんばるの森の豊かさを学ぶことができる施設などの計画をもりこんた。
- 2007年2月: 国頭村環境教育センター「やんばる学びの森」を開設。
- 2008年: 宿泊施設及びビジターセンターの施設増強。
- 2020年10月16日: 銃弾170発や手榴弾などが見つかる[7]。